# Oberes Schloss Töging

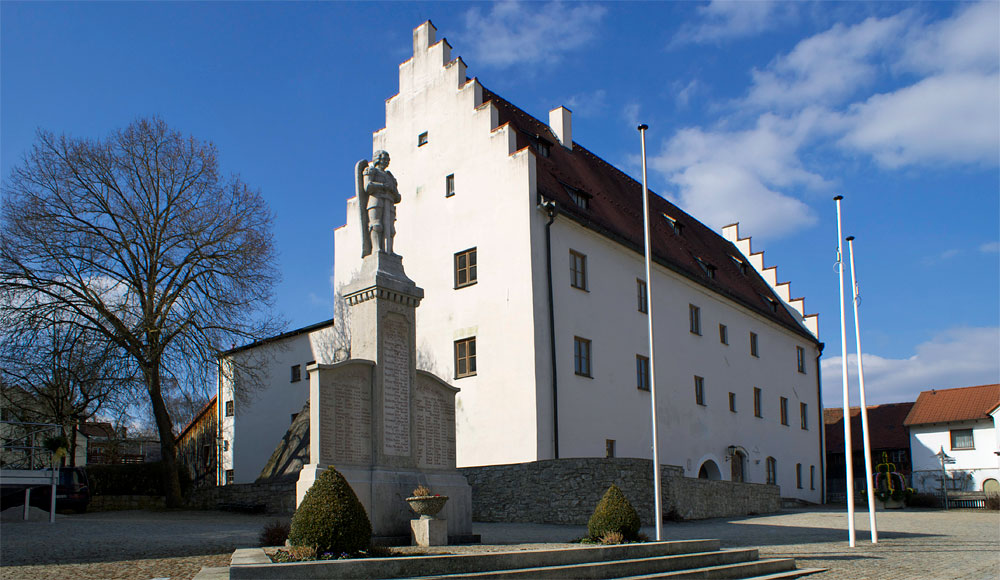
Oberes Schloss Töging (2013)

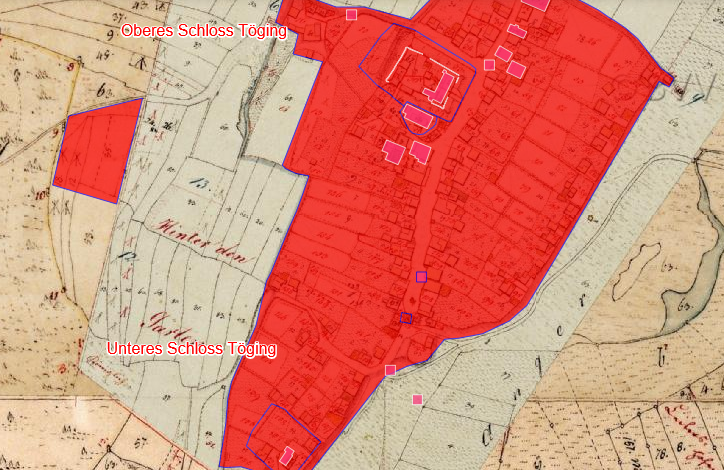
Lageplan des Oberen und Unteren Schlosses Töging auf dem Urkataster von Bayern

Das Obere Schloss Töging befindet sich in Töging, heute ein Ortsteil der Oberpfälzer Stadt Dietfurt an der Altmühl im Landkreis Neumarkt in der Oberpfalz. Das Schloss liegt in unmittelbarer Nähe zu der Pfarrkirche St. Bartholomäus. Das denkmalgeschützte Gebäude ist als Baudenkmal unter der Aktennummer D-3-73-121-97 eingetragen; ebenso wird die Anlage als Bodendenkmal unter der Aktennummer D-3-6935-0110 im Bayernatlas und mit der Bezeichnung „archäologische Befunde und Funde im Bereich des ehem. Schlosses von Töging, zuvor mittelalterliche Burg“ geführt.

## Beschreibung
Das Schloss ist ein dreigeschossiger und traufständiger Steildachbau mit Treppengiebeln und einer Tordurchfahrt. Es ist der Palas einer ehemaligen Vierflügelanlage mit einem nicht mehr vorhandenen Bergfried bzw. Torturm aus dem 13. Jahrhundert. Der Bergfried wurde 1870 abgebrochen und die Steine wurden für den Straßenbau verwendet. Die ganze Schlossanlage wurde zwischen 1480 und 1482 unter Einbeziehung bereits bestehender Bausubstanz errichtet. Das Gebäude wurde zuerst als sog. Hallenbau errichtet, d. h. dass Zwischenwände oder kleinere räumliche Einteilungen zuerst fehlten. Erste Umbaumaßnahmen wurden 1591 durchgeführt; dabei handelte es sich um einen Umbau der Treppenaufgänge. 1624 erfolgte nach einem Brand, der das 2. Stockwerk und des Dachstuhl zerstört hatte, ein wesentlicher Umbau des Gebäudes. Bei dieser Gelegenheit erfolgte durch Fachwerkwände eine Teilung des Gebäudes, dadurch wurden kleinere Räume im Erdgeschoss und im ersten Obergeschoss eingebaut; auch die Fensteröffnungen wurden verändert. Im 18. und 19. Jahrhundert wurde die Zufahrt geändert und es wurde der jetzige Torbogen eingebaut.
Die Teilung des Gebäudes und seine Überführung in Privatbesitz von 1805 führten dazu, dass der Erhalt des Schlosses sehr schwierig wurde. 1910 stürzte der westliche Schlossflügel ein und wurde nur notdürftig repariert. Erneut kam es in der Nacht vom 28. auf den 29. September 1982 zu einem Teileinsturz; 1978 wurde die Unbewohnbarkeit des Schlosses durch das Landratsamt Neumarkt in der Oberpfalz festgestellt. Am 18. Juni 1985 beschloss der Stadtrat von Dietfurt den Ankauf des Schlosses. Mit Unterstützung des Landesamtes für Denkmalpflege konnte das Gebäude zwischen 1988 und 1993 wieder instand gesetzt werden; am 21. April 1993 wurde das renovierte Schloss eingeweiht.
Zu dem Schloss zählen auch Reste der ehemaligen Ringmauer mit gotischen Rundtürmen an den Ecken. Der westliche Eckturm ist in ein Wohngebäude einbezogen, der östliche zerstört bzw. überbaut. Der die Gesamtanlage einst umschließende fünf m breite Graben ist ab 1830 eingefüllt worden; der Graben konnte früher mit Wasser geflutet werden und eine Zugbrücke führte zu dem Innenbereich.
Zu dem Schloss gehörte auch die 1351 erwähnte Schlosskapelle St. Bartholomäus südwestlich des Schlosses. Diese wurde 1850 zugunsten der heutigen Pfarrkirche St. Bartholomäus abgebrochen.

## Geschichte
Die Burg aus dem 13. Jahrhundert bzw. das spätere Schloss Töging wurde von den Herren von Töging errichtet. Ein Helmbrecht de Tögingen erscheint zwischen 1106 und 1120 als Zeuge bei einer Tradition an das Kloster Sankt Emmeram durch Kaiser Heinrich V. Die 1122 genannten Hademar und Werner von Töging sind Ministeriale des Bistums Eichstätt. In der Folge werden mehrere Töginger als Dienstmannen von Eichstätt genannt. In der ersten Hälfte des 13. Jahrhunderts erwarben sie das Schenkenamt bei den Grafen von Hirschberg und nannten sich in der Folge Schenken von Töging. 1245 tritt Albert Schenk von Töging als Vertreter des Grafen von Hirschberg auf, 1250 wird Albrecht Schenk von Töging als Zeuge für den Grafen von Hirschberg genannt. 1281 und 1289 sind Heinrich und Adalbert von Töging Deutschordenritter. Die letzten aus dieser Familie ist der 1486 und 1494 genannten Mathes Schenk von Deging und die 1521 erwähnte Anna Schenkin von Deging, die ohne Erben verstorben sind.
Danach kam der Edelsitz an den Schwiegersohn der beiden, Eberhard von Ödenberg. Der Besitz war damals so hoch verschuldet, dass er vor dem Landgericht geltend machte, dass er diese nicht bewältigen könne. Wegen Stundungen und Zinsnachlässen der Gläubiger erklärte er sich zu Übernahme bereit. 1528 beanstandet Bischof Gabriel von Eyb, dass sich der Ödenberger die Halsgerichtsbarkeit über die Herrschaft Töging anmaße, diese jedoch nach Hirschberg gehöre. Der Ödenberger konnte aber 1532 auf dem Reichstag zu Regensburg die Belehnung mit Halsgericht und Blutbann durch Kaiser Karl V. erreichen. Dieses Vorrecht wurde auch seinen Söhnen Wolf und Valentin bestätigt. Diese beiden teilten sich die Herrschaft, nach deren Tod 1566 erfolgte unter den drei nachgelassenen Söhnen und einer Tochter die Vierteilung des Besitzes. 1584 verkauften sie alles an den Eichstätter Bischof Martin von Schaumberg. Die Bischöfe setzten zur Verwaltung des ganzen Besitzes Pfleger ein; als solche werden genannt: Georg Friedrich von Guttenberg (1588), Hans Martin von Gundelsheim (1607, 1610) und Georg Wolf Späth von Zwiefalten zu Ottmaring (1629). Um 1620 wird Töging Sitz eines Richteramtes; bekannt unter diesen Richtern ist Conrad Zeidler, der das Altarbild in der Antoniuskapelle zu Töting stiftete.
Nach der Säkularisation von 1802 wurde das Richteramt dem Landgericht Beilngries zugeschlagen und der Staat versteigerte 1805 das nicht mehr benötigte Schloss an vier Familien (rechte Hälfte, linke Hälfte, Seitenflügel, Gesindehaus). Da es sich um ärmere Familien handelte, verfiel das Schloss zusehends. Erst 1985 erwarb die Stadt Dietfurt den geschichtsträchtigen aber verfallenen Schlossbau und renovierte das Schloss vollumfänglich. Heute dient das Schloss als Veranstaltungsort.